# Franconville (Meurthe-et-Moselle)
Franconville is een gemeente in het Franse departement Meurthe-et-Moselle (regio Grand Est) en telt 51 inwoners (2009). De plaats maakt deel uit van het arrondissement Lunéville.

## Geografie
De oppervlakte van Franconville bedraagt 4,6 km², de bevolkingsdichtheid is dus 11,1 inwoners per km².
De onderstaande kaart toont de ligging van Franconville (Meurthe-et-Moselle) met de belangrijkste infrastructuur en aangrenzende gemeenten.

## Demografie
Onderstaande figuur toont het verloop van het inwonertal (bron: INSEE-tellingen).